# Grundsjön (Dalhems socken, Småland, 643024-152569)
Grundsjön är en sjö i Västerviks kommun i Småland och ingår i Storån-Botorpsströmmens kustområde.